# CoMix Wave Films
CoMix Wave Films, Inc. (コミックス・ウェーブ・フィルム, Komikkusu Uēbu Firumu) est un studio de cinéma d'animation japonais et une société de distribution basée à Chiyoda au Japon. Le studio est connu pour ses longs métrages d'animation japonaise, ses courts métrages, films et spots publicitaires à la télévision, en particulier ceux effectuées par le réalisateur Makoto Shinkai,. Elle a été fondée en mars 2007, quand il a vendu CoMix Wave Inc., qui a été initialement formé en 1998 à partir d'Itochu Corporation, ASATSU (maintenant ADK), et d'autres entreprises.

## Production

### Longs métrages
- 2004 : La Tour au-delà des nuages (雲のむこう、約束の場所, Kumo no mukō, yakusoku no bash?) de Makoto Shinkai
- 2007 : 5 Centimètres par seconde (秒速５センチメートル, Byōsoku go senchimētoru?) de Makoto Shinkai
- 2009 : The Asylum Session (ja) (アジール・セッション?)
- 2011 : Voyage vers Agartha (星を追う子ども, Hoshi o ou kodomo?) de Makoto Shinkai
- 2016 : Your Name. (君の名は。, Kimi no na wa?) de Makoto Shinkai
- 2018 : Flavors of Youth (avec Haoliners Animation League) de Li Haoling, Jiaoshou Yi Xiaoxing (en) et Yoshitaka Takeuchi
- 2019 : Les Enfants du temps (天気の子, Tenki no ko?) de Makoto Shinkai
- 2022 : Suzume (すずめの戸締まり, Suzume no tojimari?) de Makoto Shinkai

### Courts métrages
- 1999 : Elle et son chat (彼女と彼女の猫-Their standing points-, Kanojo to kanojo no neko - Their standing points?) de Makoto Shinkai
- 2002 : The Voices of a Distant Star (ほしのこえ, Hoshi no koe?) de Makoto Shinkai
- 2005 : Negadon (en) (惑星大怪獣ネガドン, Wakusei Daikaijû Negadon?) (2005) de Jun Awazu
- 2006 : Hoshizora Kiseki (en) (星空キセキ?) de Akio Watanabe et Toshikazu Matsubara
- 2010 : Planzet (en) (プランゼット?) de Jun Awuzu
- 2013 : Dareka no manazashi (だれかのまなざし?) de Makoto Shinkai
- 2013 : The Garden of Words (言の葉の庭, Koto no ha no niwa?) de Makoto Shinkai

### Autres
- 2014 : Peeping Life: We Are The Hero, série télévisée d'animation
- 2015 : Deemo (en), jeu vidéo (cinématiques)

## Sources